# Sam Glanzman
Samuel Joseph Glanzman, plus connu sous le nom de Sam Glanzman, né le 5 décembre 1924 à Baltimore (Maryland) et mort le 12 juillet 2017 à Maryland (New York),, est un dessinateur de comics.

## Biographie
Samuel Joseph Glanzman naît le 5 décembre 1924. Dès 1939, il commence à dessiner pour Funnies, Inc. qui fournit des comics à plusieurs éditeurs comme Harvey Comics ou Lev Gleason Publications. En 1941, il crée le personnage de Fly-man. Lors de la Seconde Guerre mondiale il sert dans la marine (US Navy) sur le destroyer USS Stevens (DD-479).
 
En 1946, il est libéré des obligations militaires. Après plusieurs emplois, il retrouve son activité de dessinateur en 1950 pour Eastern Color mais cela dure peu et il s'oriente vers l'illustration de livres pour enfants. À partir de 1951, il travaille pour l'éditeur de comics Charlton Comics où il dessine principalement des récits de guerre jusqu'en 1961. Il part ensuite travailler pour Dell Comics toujours sur des récits guerriers. En 1967, il commence à travailler pour DC Comics où, entre autres séries, il scénarise et dessine un récit personnel intitulé U.S.S. Stevens. Ce récit, inspiré de son expérience de marines, se retrouve dans plusieurs comics de DC jusqu'en 1977. Dans les années 1980, il travaille pour Marvel Comics encore sur des histoires de guerre dont Semper Fi. En 1987 Marvel publie A Sailor's Story suivi en 1989 par A Sailor's Story 2: Winds, Dreams and Dragons qui sont deux récits autobiographiques. Dans les années 1990, il travaille pour DC, Acclaim et Topps avant de prendre sa retraite. Depuis, il publie deux webcomics intitulés Apple Jack et The Eagle. Il est décédé le 12 juillet 2017, à l'âge de 92 ans.
En 2023, le prix Bill-Finger à  titre posthume lui est décerné lors du San Diego Comic-Con.